# Schronisko na Bałtagule
Schronisko PTT na Bałtagule (zwane również schroniskiem pod Rotundułem) – schronisko turystyczne w Górach Czywczyńskich istniejące w latach 30. XX wieku. Położone było na wschodnim stoku Rotunduła, na wysokości 1305 m n.p.m., ok. ćwierć kilometra na południe od ujścia potoku Prełuki do Czarnego Czeremoszu. W momencie powstania było najdalej na południe wysuniętą placówką Polskiego Towarzystwa Tatrzańskiego (PTT).

## Historia
Budynek powstał na potrzeby lwowskiej ekspedycji geologicznej prof. Juliana Tokarskiego w latach 1929–1930 poszukującej w okolicy złóż manganu. Nie później niż w 1933 na mocy umowy z jego ówczesnym właścicielem – Fundacją Skarbkowską – obiekt (wraz z bliźniaczym budynkiem w dolinie Popadyńca) przejęło Polskie Towarzystwo Tatrzańskie. Ostateczna decyzja o przekształceniu go w schronisko zapadła na kongresie organizacji turystycznych w Wiśle w maju 1935 roku. Staraniem nowo wyodrębnionego Oddziału Kosowskiego został on wówczas dostosowany do potrzeb ruchu turystycznego. Koszt tego przedsięwzięcia wyniósł 2200 zł. Nie w pełni wykończone schronisko oddano do użytku przed końcem 1935 roku. Niedługo później w środku wybudowano brakujące piece. Obiekt posiadał stałego gospodarza i mógł zapewnić nocleg 30 turystom, zaś ogólna pojemność schroniska wynosiła ok. 40 osób.
W 1937 roku kosztem 350 zł przeprowadzono remont obejmujący piece i kominy, doprowadzono też linię telefoniczną. Dalsze prace podjęto w kolejnym roku, kiedy zarząd nad schroniskiem objęło nowe koło Oddziału, z siedzibą w Kutach.
Zostało całkowicie zniszczone podczas II wojny światowej.

## Turystyka
Schronisko znajdowało się na skraju tzw. rezerwatu turystycznego (terenu wolnego od urządzeń turystycznych) ustanowionego w 1936 w rejonie Hnatasi (Hnitesy). Choć szlaki w jego okolicy przeważnie nie były znakowane w terenie, to jednak schronisko stanowiło ważny punkt wypadowy dla wypraw na południowe krańce Karpat Polskich. Wśród szlaków przebiegających w pobliżu obiektu na Bałtagule wymienić można szlaki (stan na 1936 r.):
- na Pnewie (1585 m n.p.m.) przez Połoninę Hadżugi,
- na Hantasię (1769 m n.p.m.) przez Prełuczny (1650 m n.p.m.) i Palenicę (1758 m n.p.m.) lub też przez Komanową (1731 m n.p.m.) i Palenicę,
- do klauzy Perkałab na Białym Czeremoszu przez Prełuczny,
- do klauzy Łostuń na Czarnym Czeremoszu,
- do Jałowiczory nad Białym Czeremoszem lub ujścia Saratu przez Hlistowaty (1487 m n.p.m.), Hostów (1585 m n.p.m.) oraz Połoninę Smiteny (1460 m n.p.m.),
- na Rotunduł[16].